# SigmaPlot
SigmaPlot — программа для анализа и визуализации научных и статистических данных.

## Возможности программы
Для анализа математических и статистических данных в программе предусмотрены:
- Ввод табличных данных
- Математическая обработка табличных данных
- Широкий выбор (более 100) графиков и диаграмм
- Широкий выбор способа оформления графиков и диаграмм
- Регрессионный анализ с широким выбором вида уравнений
- Редактирование графиков
- Поддержка OLE

## Экспорт данных
Программа поддерживает:
- Экспорт данных в форматы MS Excel, Lotus 1-2-3, Quattro Pro, Paradox и др.
- Экспорт графиков в наиболее распространённые форматы (EPS, JPEG, TIFF, EMF, PDF)

## История программы
Первые версии SigmaPlot были выпущены для Windows 3.1 и поддерживались до версии 3.0 фирмой Jandel Corporation. В 1996 г. Jandel Corporation вошла в состав фирмы en:SPSS Inc.. SigmaPlot версий 4.0 и выше выпускались для операционных Windows 95 и старше. Начиная с версии 9 и выше разработку SigmaPlot ведёт компания SYSTAT Software.